# Marsala à l'œuf
Le marsala à l'œuf, ou cremovo, est un apéritif et un vin de dessert italien élaboré en Sicile à base de Marsala et de jaunes d'œuf.

## Origine
Ce vin sucré est originaire de Marsala. Sa recette ancestrale a été préservée. « Au parfum intense et délicat de l'œuf, se combine celui harmonieux, parfumé et velouté du Marsala ».

## Élaboration
Le  Cremovo est élaboré par différents producteurs et négociants à partir du marsala traditionnel en l'enrichissant de jaunes d'œuf. Il a une haute valeur énergétique due à la présence des œufs et du sucre (20 %). Son degré alcoolique est compris entre 16 % et 18 %. Son vieillissement lui garantit une constance de goût tout en étant gage de qualité.

## Usage
Jadis, il était servi aux femmes après leur accouchement ainsi qu'aux convalescents. Aujourd'hui, il est apprécié avec les desserts et en apéritif servi frais avec des glaçons. La première façon de faire prévaut en Italie, la seconde en France. Il est également utilisé en pâtisserie pour parfumer les gâteaux comme le tiramisu.  

## Succédané
Des recettes de ménage permettent de réaliser un ersatz de cremovo. Elles proposent généralement dans un litre de vin blanc, de rajouter trois cuillères à café de chicorée, 250 grammes de coriandre, cinq jaunes d'œufs, 300 grammes de sucre et 20 centilitres d'eau-de-vie.